# Blakiaster conicus
Blakiaster conicus is een kamster uit de familie Astropectinidae.
De wetenschappelijke naam van de soort werd in 1881 gepubliceerd door Edmond Perrier.